# Chantymansijský autonomní okruh – Jugra
Chantymansijský autonomní okruh – Jugra (rusky Ха́нты-Манси́йский автоно́мный о́круг — Югра́) je administrativní částí Ruska (autonomní okruh) a součást Ťumeňské oblasti. Je začleněn do Uralského federálního okruhu. Rozprostírá se v západní Sibiři.
Původní obyvatelé oblasti, Mansijci a Chantové, hovoří jazyky podobnými maďarštině. Mansijština a chantyjština patří do skupiny obsko-ugrických jazyků. Tato oblast, dříve nazývaná Jugra, je považována za původní pravlast Maďarů.

## Historie
- 1096 – Jugra byla poprvé zmíněna v ruských kronikách
- 1708 – založení Sibiřské provincie carem Petrem Velikým
- 1775 – Kateřina Veliká založila provincii Tobolsk
- 1918 – Provincie Tobolsk byla přejmenována na Ťumenskou a hlavním městem se stalo město Ťumeň
- 1923 – Provincie, újezdy, volosti byly zrušeny. Byly založeny nové správní jednotky - Uralský kraj, Tobolský okruh a rajóny – Berjozovský, Surgutský, Samarovský, Kondinský

Chantymansijský autonomní okruh – Jugra vznikl 10. prosince 1930 jako Osťako-Vogulský národnostní okruh (rusky Остяко-Вогульский национальный округ).
- květen 1931 – začátek výstavby nového správního centra - Osťako-Vogulsku
- 1934 – Osťako-Vogulský národnostní okruh byl připojen k Omskému kraji
- 23. října 1940 – došlo k přejmenování Osťako-Vogulsku na Chanty-Mansijsk a okruhu na Chantymansijský národnostní okruh
- 1944 – Chantymansijský národnostní okruh byl připojen k nově založenému Ťumeňskému kraji
- 1977 – byl změněn status národnostního okruhu na autonomní okruh
- 1993 – Chantymansijský národnostní okruh se stal v souladu s Ústavou Ruské federace jejím rovnoprávným subjektem
- 2003 – k oficiálnímu názvu okruhu bylo přidáno slovo „Jugra“

## Oblastní symboly

### Vlajka
Vlajka Chantymansijského autonomního okruhu – Jugry je tvořena listem o poměru stran 1:2 se dvěma vodorovnými pruhy – modrým a zeleným, které jsou doplněné o svislý, bílý proužek (o šířce 1/20 délky vlajky) při vlajícím okraji.

## Geografie
Chantymansijský autonomní okruh zabírá střední část Západosibiřské roviny. Převážnou část jeho území zabírá bažinatá tajga. Okruhem od jihu na sever protékají dvě největší ruské řeky - Ob a jeho přítok Irtyš. Většina řek zamrzá na dobu až 6 měsíců v roce. To je dáno také tím, že území je chráněno ze západní strany Uralem, ale ze severní strany je otevřený terén pro proudění arktických studených větrů.[zdroj?]
Okruh sousedí s Krasnojarským krajem, Jamalo-něneckým autonomním okruhem, Komijskou republikou, Sverdlovskou a Tomskou oblastí.

## Hospodářství
Oblast je velmi bohatá na ropu a je zde těžena většina ruské produkce. To dává oblasti velkou ekonomickou důležitost. V roce 2007 se zde vytěžilo 278 milionů tun ropy a 28 milionů tun zemního plynu. Kvůli tomu je ekosystém oblasti již několik desetiletí nesmírně zatížen, což jde hlavně na vrub původnímu obyvatelstvu, Chantům a Mansijcům, kteří se dosud živí převážně rybolovem.

## Doprava
Primárním způsobem dopravy zboží v Chantymansijském autonomním okruhu jsou vodní a železniční dopravní cesty, 29 % je přepravováno po silnicích a 2 % letecky. Celková délka železničních tratí je 1106 km, silniční síť měří více než 18 000 km.

## Obyvatelstvo
Chantymansijský autonomní okruh má rozlohu 523 100 km², nicméně celá oblast je velmi řídce osídlena a podle sčítání lidu r. 2022 zde žilo  1 702 240 lidí. Administrativním centrem je Chanty-Mansijsk s 103 117 obyvateli, který ale není největším městem regionu. Největšími městy jsou Surgut (395 900), Nižněvartovsk (278 725) a Něftějugansk (128 159). Původní obyvatelstvo (Chantové, Mansijci, Něnci) tvořilo /včetně Komijců/ v roce 2010 dohromady pouze 2,4 % populace. Těžba ropy přilákala množství imigrantů z celého bývalého Sovětského svazu. Podle posledního sčítání lidu žije na území AO více než 25 národností početnějších než 2000 osob. Historický vývoj složení obyvatelstva je uveden níže:
|           | Census 1939     | Census 1959     | Census 1970      | Census 1979      | Census 1989      | Census 2002      | Census 2010      |
| --------- | --------------- | --------------- | ---------------- | ---------------- | ---------------- | ---------------- | ---------------- |
| Chantové  | 12 238 (13,1 %) | 11 435 (9,2 %)  | 12 222 (4,5 %)   | 11 219 (2,0 %)   | 11 892 (0,9 %)   | 17 128 (1,2 %)   | 19 068 (1,3 %)   |
| Mansijci  | 5 768 (6,2 %)   | 5 644 (4,6 %)   | 6 684 (2,5 %)    | 6 156 (1,1 %)    | 6 562 (0,5 %)    | 9 894 (0,7 %)    | 10 977 (0,8 %)   |
| Něnci     | 852 (0,9 %)     | 815 (0,7 %)     | 940 (0,3 %)      | 1 003 (0,2 %)    | 1 144 (0,1 %)    | 1 290 (0,1 %)    | 1 438 (0,1 %)    |
| Komiové   | 2 436 (2,6 %)   | 2 803 (2,3 %)   | 3 150 (1,2 %)    | 3 105 (0,5 %)    | 3 000 (0,2 %)    | 3 081 (0,2 %)    | 2 364 (0,2 %)    |
| Rusové    | 67 616 (72,5 %) | 89 813 (72,5 %) | 208 500 (76,9 %) | 423 792 (74,3 %) | 850 297 (66,3 %) | 946 590 (66,1 %) | 973 978 (68,1 %) |
| Ukrajinci | 1 111 (1,2 %)   | 4 363 (3,5 %)   | 9 986 (3,7 %)    | 45 484 (8,0 %)   | 148 317 (11,6 %) | 123 238 (8,6 %)  | 91 323 (6,4 %)   |
| Tataři    | 2 227 (2,4 %)   | 2 938 (2,4 %)   | 14 046 (5,2 %)   | 36 898 (6,5 %)   | 97 689 (7,6 %)   | 107 637 (7,5 %)  | 108 899 (7,6 %)  |
| Ostatní   | 1 026 (1,1 %)   | 6 115 (4,9 %)   | 15 629 (5,8 %)   | 43 106 (7,6 %)   | 163 495 (12,7 %) | 223 959 (15,6 %) | 324 196          |

Pohyb obyvatelstva (2005):
- Narození: 19 958 (porodnost 13,5)
- Zemřelí: 10 415 (úmrtnost 7,1)

Pohyb obyvatelstva 2007:[zdroj?]
- Porodnost: 14,61 na 1000 obyv.
- Úmrtnost: 7,01 na 1000 obyv.
- Přírůstek stěhováním: +3,4 na 1000 obyv.
- Míra přirozeného přírůstku: +0,76 %/rok
- Míra celkového přírůstku: +1,10 %/rok